# Turovití
Turovití (Bovidae) je velice početná čeleď podřádu přežvýkavých, dělí se na několik podčeledí, které se skládají z velmi rozmanitých druhů, mezi něž patří kozy a ovce, tuři, antilopy a buvolci. Nejvíce druhů najdeme v Africe, ale vyskytují se i v Eurasii a v Severní Americe. K životu si zpravidla vybírají travnaté stepi, lesní a křovinaté prostředí, ale i pouště.

## Popis
Turovití mají celý život rohy. Rohy jsou z rohoviny, nejsou větvené jako paroží u jelenovitých. Rohy jsou jedny po celý život, jak u samců, tak u samic.

## Výskyt v Česku
V přirozené přírodě se lze v České republice setkat s dvěma druhy turovitých, kamzíkem horským a muflonem, jehož taxonomický status je dosud nejasný. V minulém století se v Česku vyskytovala také nepůvodní paovce hřivnatá a z ochranářských důvodů byla na Pálavě vysazena koza bezoárová, oba druhy se však v současnosti ve volné přírodě již nenacházejí. Do novověku byli v českých zemích běžnými druhy pratur a zubr evropský, první z nich nenávratně vyhynul, v případě druhého probíhají snahy o polovolný chov, např. v Milovicích.
Z domestikovaných druhů se v ČR běžně chová koza domácí, ovce domácí, tur domácí a případně i další druhy.